# 前橋市立宮城小学校
前橋市立宮城小学校（まえばししりつ みやぎしょうがっこう）は、群馬県前橋市にある公立小学校である。

## 概要
1873年6月に公立学校として赤城寺に鼻毛石小学校として開校。現在、鼻毛石町、柏倉町、市之関町、三夜沢町、苗ヶ島町、馬場町、大前田町の七つの町（地元では七つの字と呼ばれる）が校区。

## 沿革
- 1873年（明治6年）6月 - 公立学校として赤城寺に鼻毛石小学校として開校[1]。
- 1889年（明治22年）4月 - 町村制実施、7ヶ村をもって宮城村となる。
- 1890年（明治23年）4月 - 学区改訂により、宮城尋常小学校となる[1]。
- 1941年（昭和16年）4月 - 宮城村国民学校と改称する[1]。
- 1947年（昭和21年）4月 - 宮城村立宮城小学校と改称する[1]。
- 1953年（昭和28年）11月 - 校歌・校旗を制定する[1]。
- 1965年（昭和40年）
  - 4月 - 現在の南校舎である新校舎が竣工する[1]。
  - 9月 - 給食センターが竣工する。
- 1969年（昭和44年）8月 - 旧体育館が竣工する[1]。
- 1973年（昭和48年）2月 - 現在の北校舎である新校舎が竣工する。
- 1980年（昭和55年）10月 - 創作「宮城少年ばやし」の発表会を実施する。
- 1991年（平成3年）9月 - 南校舎大規模改修を実施する。
- 1994年（平成6年）8月 - 北校舎大規模改修を実施する。
- 1997年（平成9年）
  - 5月 - 新プールが竣工する[1]。
  - 7月 - 足立区立宮城小学校と姉妹校になる。
- 1998年（平成10年）8月 - 校庭東の駐車場の拡張及び校庭整備が行われる。
- 2004年（平成16年）
  - 1月 - 教室にパソコンを配備、校内LANが整備される。
  - 12月 - 前橋市と合併し、前橋市立宮城小学校と改称する。
- 2007年（平成19年）8月 - 耐震補強工事が行われる。
- 2009年（平成21年）9月 - 屋外トイレが新築される。
- 2011年（平成23年）
  - 6月 - 普通教室にエアコンが設置される。
  - 8月 - 南校舎外壁の崩落防止工事及び塗り替えが行われる。
- 2014年（平成26年）6月 - 体育館が新築される[2]。
- 2015年（平成27年）1月13日 〜 前橋ICTしるくプロジェクトが3・5年生の希望した児童で行われる。

## 児童数
合計405名（平成27年4月7日現在） 男子205名、女子182名
- 地域別児童数[3]

| 地域名 | 1年 | 2年 | 3年 | 4年 | 5年 | 6年 | 計  |
| ------ | --- | --- | --- | --- | --- | --- | --- |
| 鼻毛石 | 23  | 25  | 29  | 31  | 22  | 41  | 171 |
| 柏倉   | 4   | 3   | 7   | 14  | 8   | 14  | 58  |
| 市之関 | 8   | 3   | 4   | 4   | 5   | 7   | 31  |
| 三夜沢 | 1   | 3   | 0   | 2   | 1   | 1   | 8   |
| 苗ケ島 | 5   | 8   | 8   | 3   | 4   | 7   | 35  |
| 馬場   | 4   | 3   | 3   | 3   | 5   | 2   | 20  |
| 大前田 | 12  | 12  | 3   | 13  | 11  | 9   | 60  |
| その他 | 0   | 1   | 0   | 0   | 2   | 1   | 4   |
| 合計   | 57  | 66  | 54  | 70  | 58  | 82  | 387 |

## 学校教育目標
学校教育目標は次の通り。
- 教育目標 あったかな心と生きる力あふれる宮城っ子
- 具体目標
  - 直く（直くいきいきと学ぶ子）
  - 明るく（明るく心豊かな子）
  - 健やかに（健やかでたくましい子）

## 宮城少年ばやし
宮城少年ばやし（みやぎしょうねんばやし）とは、前述の通り1980年10月に発表された。現在では、小学校の運動会（全員参加）と宮城地区の運動会（3・4・5・6年生）や宮城地区の納涼祭で発表する。